# Elecciones municipales de Huamanga de 2010
Las elecciones municipales de Huamanga de 2010 se llevaron a cabo el 3 de octubre de 2010 para elegir al alcalde y al Concejo Provincial de Huamanga para el periodo 2011-2014. La elección se celebró simultáneamente con elecciones regionales y municipales (provinciales y distritales) en todo el Perú.

## Sistema electoral
La Municipalidad Provincial de Huamanga es el órgano administrativo y de gobierno de la provincia de Huamanga. Está compuesta por el alcalde y el Concejo Provincial.
La votación del alcalde y el concejo se realiza en base al sufragio universal, que comprende a todos los ciudadanos nacionales mayores de dieciocho años, empadronados y residentes en la provincia de Huamanga y en pleno goce de sus derechos políticos, así como a los ciudadanos no nacionales residentes y empadronados en la provincia de Huamanga.
El Concejo Provincial de Huamanga está compuesto por 11 regidores elegidos por sufragio directo para un período de cuatro (4) años, en forma conjunta con la elección del alcalde (quien lo preside). La votación es por lista cerrada y bloqueada. Se asigna a la lista ganadora los escaños según el método d'Hondt o la mitad más uno, lo que más le favorezca.

## Composición del Concejo Provincial de Huamanga
La siguiente tabla muestra la composición del Concejo Provincial de Huamanga antes de las elecciones.
| Partidos | Partidos                                     | Regidores |
| -------- | -------------------------------------------- | --------- |
|          | Movimiento Independiente Innovación Regional | 7         |
|          | Frente Regional Ayacucho                     | 1         |
|          | Partido Nacionalista Peruano                 | 1         |
|          | Agrupación Independiente Sí Cumple           | 1         |
|          | Partido Aprista Peruano                      | 1         |

## Partidos y candidatos
A continuación se muestra una lista de los principales partidos y alianzas electorales que participaron en las elecciones:
| Candidatura | Candidatura | Partidos y alianzas                                                                                          | Candidatos | Candidatos                  | Ideología                                                                | Resultado previo | Resultado previo | Ref. |
| Candidatura | Candidatura | Partidos y alianzas                                                                                          | Candidatos | Candidatos                  | Ideología                                                                | Votos (%)        | Reg.             | Ref. |
| ----------- | ----------- | --- | ---------- | --------------------------- | ------------------------------------------------------------------------ | ---------------- | ---------------- | ---- |
|             | PNP–FRA     | Lista - Frente Regional TUNA (PNP–FRA) – Partido Nacionalista Peruano (PNP) – Frente Regional Ayacucho (FRA) |            | Rigoberto García Ortega     | Nacionalismo de izquierda Socialismo democrático Regionalismo ayacuchano | 28.23%           | 2                |      |
|             | MIRE        | Lista - Movimiento Independiente Innovación Regional (MIRE)                                                  |            | Germán Martinelli Chuchón   | Regionalismo ayacuchano                                                  | 19.83%           | 7                |      |
|             | APRA        | Lista - Partido Aprista Peruano (APRA)                                                                       |            | Marcial Capelletti Jáuregui | Aprismo                                                                  | 8.99%            | 1                |      |
|             | QT          | Lista - Qatun Tarpuy (QT)                                                                                    |            | Celina Salcedo de Pastor    | Regionalismo ayacuchano                                                  | 8.93%            | 0                |      |
|             | PP          | Lista - Perú Posible (PP)                                                                                    |            | Alfredo Mariño Alfaro       | Socioliberalismo Democracia liberal Tercera vía                          | 3.41%            | 0                |      |
|             | APP         | Lista - Alianza para el Progreso (APP)                                                                       |            | Alfonso Carrillo Flores     | Liberalismo económico Conservadurismo liberal Populismo de derecha       | 2.70%            | 0                |      |
|             | UDA         | Lista - Unidos por el Desarrollo de Ayacucho (UDA)                                                           |            | Salomón Aedo Mendoza        | Regionalismo ayacuchano                                                  | Nuevo            | Nuevo            |      |
|             | TOCA        | Lista - Movimiento Independiente Regional Todos con Ayacucho (TOCA)                                          |            | Pánfilo Huancahuari Tueros  | Regionalismo ayacuchano                                                  | Nuevo            | Nuevo            |      |
|             | MÑ          | Lista - Musuq Ñan (MÑ)                                                                                       |            | Gloria Falconí Zapata       | Regionalismo ayacuchano                                                  | Nuevo            | Nuevo            |      |

## Resultados

### Sumario general
| |                                                             |              |              |              |           |           |  |  |
| Partidos y coaliciones | Partidos y coaliciones                                      | Voto popular | Voto popular | Voto popular | Regidores | Regidores |  |  |
| Partidos y coaliciones | Partidos y coaliciones                                      | Votos        | %            | ±pp          | Total     | +/−       |  |  |
| | Movimiento Independiente Regional Todos con Ayacucho (TOCA) | 27,163       | 24.98        | Nuevo        | 7         | +7        |  |  |
| | Unidos por el Desarrollo de Ayacucho (UDA)                  | 21,851       | 20.09        | Nuevo        | 2         | +2        |  |  |
| | Alianza para el Progreso (APP)                              | 16,706       | 15.36        | +12.66       | 1         | +1        |  |  |
| | Frente Regional TUNA (FRA–PNP)1                             | 16,460       | 15.14        | –13.09       | 1         | –1        |  |  |
| | Qatun Tarpuy (QT)                                           | 8,615        | 7.92         | –1.01        | 0         | ±0        |  |  |
| | Movimiento Independiente Innovación Regional (MIRE)         | 8,491        | 7.81         | –12.02       | 0         | –7        |  |  |
| | Perú Posible (PP)                                           | 3,277        | 3.01         | –0.40        | 0         | ±0        |  |  |
| | Musuq Ñan (MÑ)                                              | 3,033        | 2.79         | Nuevo        | 0         | ±0        |  |  |
| | Partido Aprista Peruano (APRA)                              | 3,143        | 2.89         | –6.10        | 0         | –1        |  |  |
| |                                                             |              |              |              |           |           |  |  |
| Total | Total                                                       | 108,739      |              |              | 11        | ±0        |  |  |
| |                                                             |              |              |              |           |           |  |  |
| Votos válidos | Votos válidos                                               | 108,739      | 82.55        | –0.18        |           |           |  |  |
| Votos en blanco | Votos en blanco                                             | 11,386       | 8.64         | +0.37        |           |           |  |  |
| Votos nulos | Votos nulos                                                 | 11,606       | 8.81         | –0.19        |           |           |  |  |
| Votos emitidos | Votos emitidos                                              | 131,731      | 85.88        | –0.71        |           |           |  |  |
| Abstenciones | Abstenciones                                                | 21,665       | 14.12        | +0.71        |           |           |  |  |
| Votantes registrados | Votantes registrados                                        | 153,396      |              |              |           |           |  |  |
| |                                                             |              |              |              |           |           |  |  |
| Fuente: |                                                             |              |              |              |           |           |  |  |
| Notas al pie: 1 Comparado con los resultados de Frente Regional Ayacucho (FRA) y Partido Nacionalista Peruano (PNP) en las elecciones de 2006. |                                                             |              |              |              |           |           |  |  |
| Notas al pie: |                                                             |              |              |              |           |           |  |  |
| 1 Comparado con los resultados de Frente Regional Ayacucho (FRA) y Partido Nacionalista Peruano (PNP) en las elecciones de 2006.               |                                                             |              |              |              |           |           |  |  |

## Elecciones municipales distritales

### Resultados por distrito
La siguiente tabla enumera el control de los distritos de la provincia de Huamanga. El cambio de mando de una organización política se resalta del color de ese partido.
| Distrito            | Alcalde(sa) titular        | Partido político | Partido político             | Alcalde(sa) electo(a)      | Partido político | Partido político         |
| ------------------- | -------------------------- | ---------------- | ---------------------------- | -------------------------- | ---------------- | ------------------------ |
| Acocro              | Auberto Morote Enciso      |                  | Partido Aprista Peruano      | Raúl Bautista Gómez        |                  | Alianza para el Progreso |
| Acos Vinchos        | Flor Pérez Barreto         |                  | Innovación Regional          | Esteban Paucca Gutiérrez   |                  | Partido Aprista Peruano  |
| Carmen Alto         | Marcelino Paucca Cancho    |                  | Innovación Regional          | Marcelino Paucca Cancho    |                  | Innovación Regional      |
| Chiara              | Juan Ayala Bautista        |                  | Frente Regional Ayacucho     | Florencio Paquiyauri Gómez |                  | Todos con Ayacucho       |
| Jesús Nazareno      | Pánfilo Huancahuari Tueros |                  | Innovación Regional          | Florentino Zapata Mauricio |                  | Qatun Tarpuy             |
| Ocros               | Favio Roca Luque           |                  | Partido Nacionalista Peruano | Favio Roca Luque           |                  | Frente Regional TUNA     |
| Pacaycasa           | Fabián Cajamarca Núñez     |                  | Partido Aprista Peruano      | Alberto Quispe Antezana    |                  | Todos con Ayacucho       |
| Quinua              | Otilia Chávez Gutiérrez    |                  | Qatun Tarpuy                 | Pedro Bellido Rojas        |                  | Todos con Ayacucho       |
| San José de Ticllas | Édgar Sulca León           |                  | Alianza para el Progreso     | Alfredo Quispe Jáuregui    |                  | Frente Regional TUNA     |
| San Juan Bautista   | Salomón Aedo Mendoza       |                  | Desarrollo de San Juan       | Wilber Torres Prado        |                  | Unidos por el Desarrollo |
| Santiago de Pischa  | Pelayo Santiago Pareja     |                  | Unión por el Perú            | Adrián Rojas Castro        |                  | Frente Regional TUNA     |
| Socos               | Edgar Cristan Meneses      |                  | Siempre Unidos               | Abrahán Jaulis Zevallos    |                  | Todos con Ayacucho       |
| Tambillo            | Arturo Quispe Solórzano    |                  | Innovación Regional          | Arturo Quispe Solórzano    |                  | Perú Posible             |
| Vinchos             | Paulino Oré Flores         |                  | Renacimiento Andino          | Ramiro Llamocca Rodríguez  |                  | Innovación Regional      |